# 합동최종공격통제관

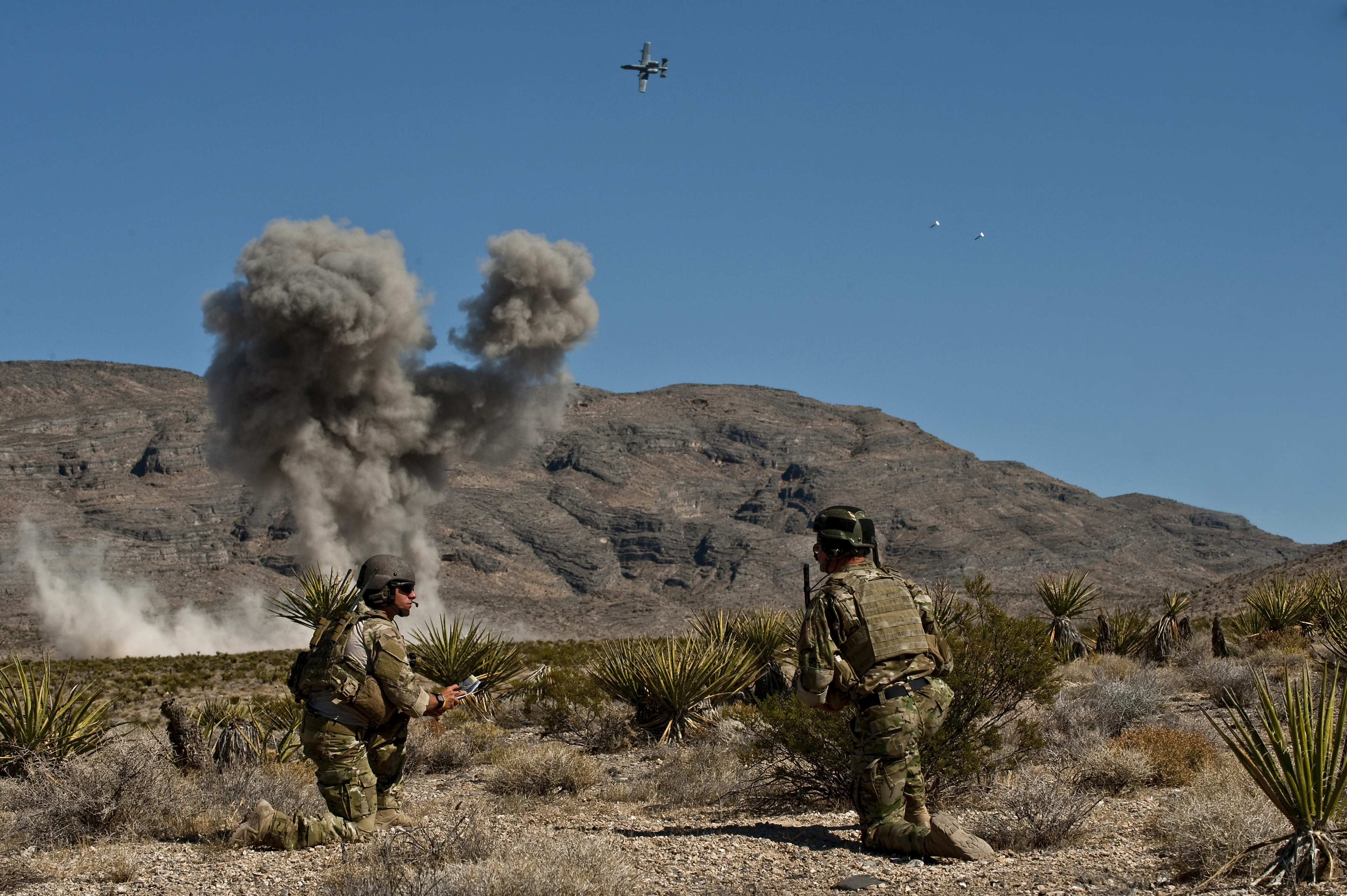
미공군 21특수작전비행대대의 JTAC이 A-10 공격기의 폭격을 유도하고 있다

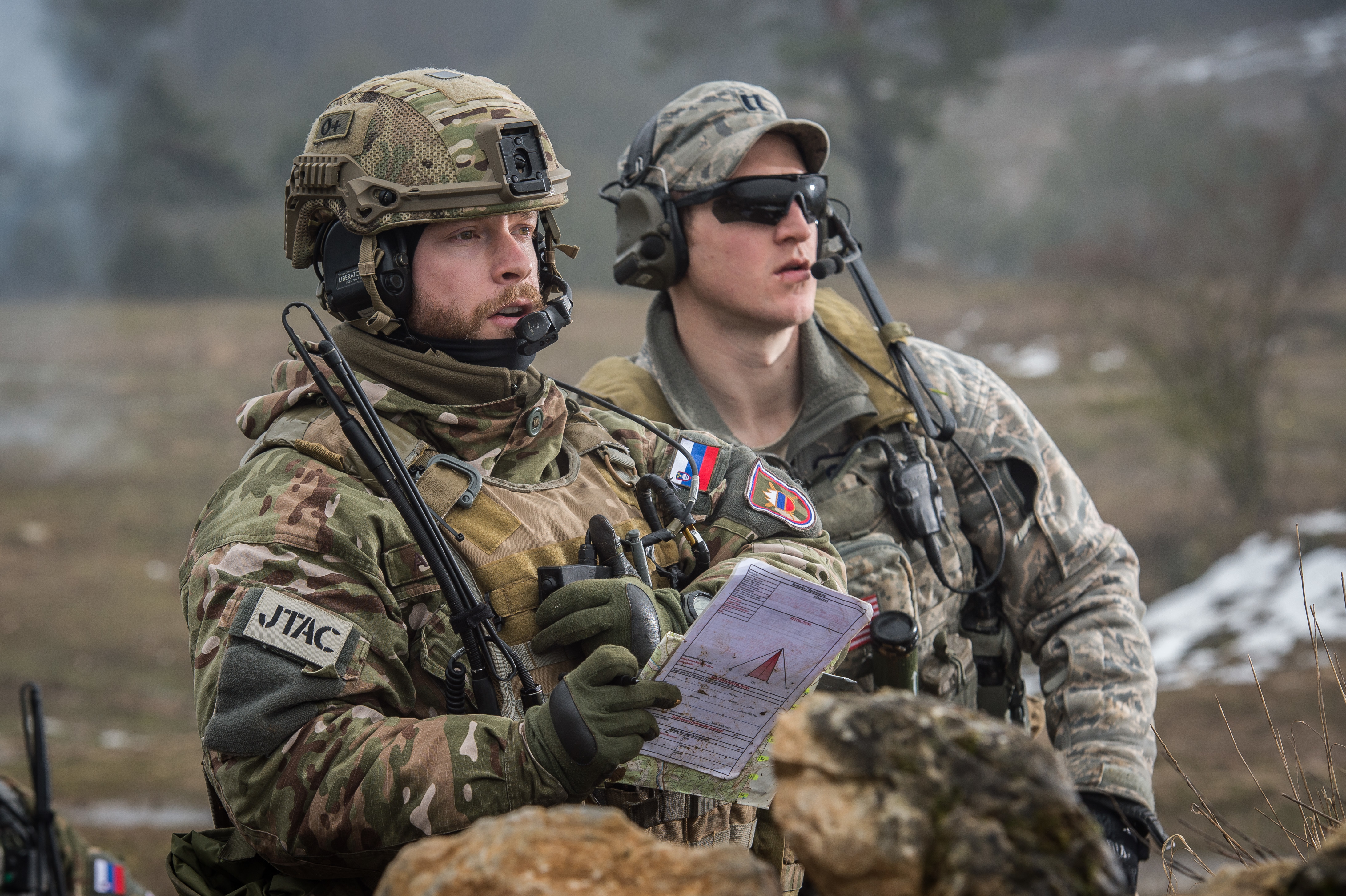
2016년 독일에서 미공군 JTAC 대위가 슬로베니아 육군 JTAC 요원과 훈련중이다

합동최종공격통제관(JTAC, Joint Terminal Attack Controller)은 항공 및 지상화력에 대한 최종 공격 통제 권한을 작전부대 지휘관으로부터 위임받아 임무를 수행하는 요원으로서 공군 및 해병대에서 임무를 수행 중이다.

## 이라크
2016년 10월 17일부터 시작된 모술 전투 (2016년)에서, 이라크인 등 현지인 보병만 모술을 공격하되, 미국 보병은 주로 JTAC 요원들만 작전 현장에 투입되었다. 이번 모술 공격을 위해, 미군은 직접 보병을 투입하지 않고, 1년간 이라크 육군 1만여명을 군사훈련시켰다.

## 대한민국
2015년 12월 대한민국 공군작전사령부는 미 합참과 JTAC의 교육훈련, 평가체계를 국제적으로 표준화하는 합의 각서를 체결했다.
미 합참 합동화력지원 시행감독위원회(JFS ESC)는 공군 전술항공통제단 공지합동작전학교를 방문해 아시아권 최초의 국제공인 합동최종공격통제관(JTAC) 양성학교 설립을 위한 협의를 하였다.
이후 충실을 JTAC을 양성중이다.